# Vườn quốc gia Biebrza
Vườn quốc gia Biebrza (tiếng Ba Lan: Biebrzański Park Narodowy ) là một công viên quốc gia ở Podlaskie Voivodeship, đông bắc Ba Lan, nằm dọc theo sông Biebrza.
Công viên quốc gia lớn nhất của Ba Lan trong tổng số 23 công viên, Vườn quốc gia Biebrza được thành lập vào ngày 9 tháng 9 năm 1993. Tổng diện tích của nó là 592.23 km², trong đó rừng bao phủ 155.47   km², cánh đồng và đồng cỏ bao phủ 181.82   km² và đầm lầy với diện tích 254.94   km².

## Đầm lầy Biebrza
Đầm lầy Biebrza là phần quý giá nhất của công viên. Vườn quốc gia Biebrza bảo vệ các vùng đất rộng lớn và tương đối hoang sơ với nhiều loại thực vật độc đáo, các loài chim và động vật có vú ở vùng đất ngập nước quý hiếm như Nai sừng tấm và Hải ly và các động vật khác. Các vùng đất ngập nước Biebrza cũng như các thung lũng sông Narew là những trung tâm rất quan trọng để làm tổ, cho ăn và nghỉ ngơi của các loài chim. Năm 1995, công viên được chỉ định là một vùng đất ngập nước có ý nghĩa trên toàn thế giới và nằm dưới sự bảo vệ của Công ước Ramsar.

## Đầm lầy Đỏ
Phần quan trọng nhất của công viên là Red Marsh (tiếng Ba Lan: Rezerwat przyrody Czerwone Bagno ), được bảo vệ rất nghiêm ngặt.
Trụ sở chính của công viên nằm ở làng Osowiec-Twierdza 8, trong khuôn viên Pháo đài Osowiec lịch sử từ thế kỷ 19, gần Goniądz.